# Philippe Candeloro
Philippe Christophe Luciene Candeloro (Courbevoie, 17 februari 1972) is een Frans voormalig kunstschaatser. Hij nam deel aan twee edities van de Olympische Winterspelen: Lillehammer 1994 en Nagano 1998. Beide keren won hij een bronzen medaille.

## Biografie

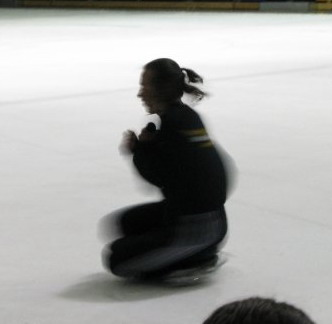
De Candelorodraai

Candeloro wordt beschouwd als een van de meest innovatieve en bijzondere kunstschaatsers aller tijden. Hij stond vooral bekend om zijn dramatische outfits. Zijn eerste wapenfeit was de dertiende plek op de WK junioren in 1986. Candeloro zou tot en met 1991 meedoen aan het wereldkampioenschap voor junioren, en werd vierde in 1990 en vijfde in 1991.
In 1990 deed hij voor het eerst mee aan de wereldkampioenschappen, werd veertiende, en behaalde zijn beste prestaties in 1994 (zilver) en 1995 (brons). Tevens won hij twee bronzen medailles op de Olympische Winterspelen van 1994 en 1998. Daarnaast bemachtigde hij twee zilveren medailles op de Europese kampioenschappen, in 1993 en 1997. Candeloro was viervoudig Frans kampioen en won achtereenvolgend van 1994 tot en met 1997.
Na het seizoen 1997/98 werd Candeloro een professioneel kunstschaatser. Hij schaatste tot 2008 in ijsshows, waaronder in de Verenigde Staten in Champions on Ice. Candeloro is gehuwd met de Franse ballerina Olivia Darmon en heeft samen met haar drie dochters.

## Belangrijke resultaten
| Kampioenschap           | 85/86 | 86/87 | 87/88 | 88/89 | 89/90  | 90/91  | 91/92         | 92/93         | 93/94         | 94/95         | 95/96         | 96/97         | 97/98         |
| ----------------------- | ----- | ----- | ----- | ----- | ------ | ------ | ------------- | ------------- | ------------- | ------------- | ------------- | ------------- | ------------- |
| Olympische Spelen       |       |       |       |       |        |        |               |               | Brons         |               |               |               | Brons         |
| Wereldkampioenschap     |       |       |       |       | 14e    |        | 9e            | 5e            | Zilver        | Brons         | 9e            |               |               |
| Europees kampioenschap  |       |       |       |       | 8e     | 5e     |               | Zilver        | 5e            | 4e            | 5e            | Zilver        | 5e            |
| Nationaal kampioenschap |       |       |       | 4e    | Zilver | Zilver | Brons         | Zilver        | Goud          | Goud          | Goud          | Goud          | t.z.t.        |
| WK junioren             | 13e   |       | 7e    | 10e   | 4e     | 5e     | geen deelname | geen deelname | geen deelname | geen deelname | geen deelname | geen deelname | geen deelname |

t.z.t. = trok zich terug
- Bibliothèque nationale de France: cb124704073 (data)
- Gemeinsame Normdatei: 1133512135
- International Standard Name Identifier: 0000 0003 6255 0588
- Library of Congress Control Number: no96014584
- Système universitaire de documentation: 087924668
- Virtual International Authority File: 226733222
- WorldCat: E39PBJckMxqv9fckXDmXJfv8md